# 西澤由貴
西澤 由貴（にしざわ ゆき、1984年4月9日 - ）は、東京都出身のタレント。フェリス女学院大学卒業。JMO所属。

## 人物
特技は、珠算、暗算、料理、フラフープ、歌。趣味は、サイクリング、フラワーアレンジメント（ブライダルブーケ）、読書。

## 出演

### TV
- 氷の華（テレビ朝日、2008年）
- おせん（日本テレビ、2008年）
- たったひとつの恋（日本テレビ、2006年）
- 下北サンデーズ（テレビ朝日、2006年）

### 舞台
- 劇団空感エンジン公演『それゆけ!遠山一家〜ヤスの恋破れ、雨･･･〜』